# Gonomyia flavibasis
Gonomyia flavibasis är en tvåvingeart som beskrevs av Alexander 1916. Gonomyia flavibasis ingår i släktet Gonomyia och familjen småharkrankar. Inga underarter finns listade i Catalogue of Life.